# Jam session

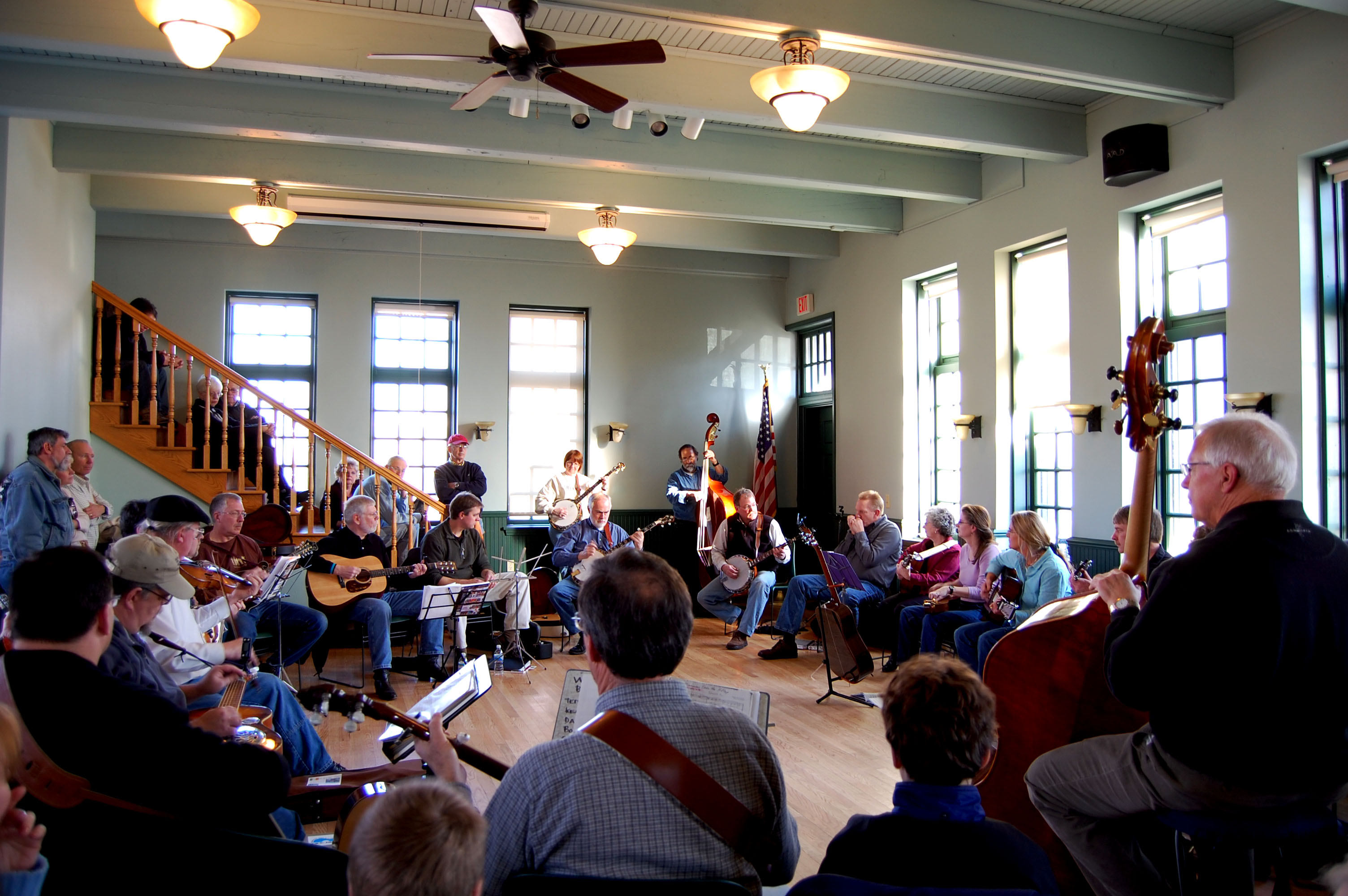
Przykład jam session

Jam session – rodzaj zbiorowego muzykowania (też: sesja improwizacyjna), szczególnie popularny w jazzie, bluesie, funku i folku. 
Podczas jam session nie gra się konkretnych utworów. Czasem improwizuje się na temat popularnych standardów jazzowych, stanowiących swoim tematem punkt wyjścia improwizacji lub po prostu gra w tonacji zadanej przez któregoś z grających muzyków. Wszyscy obecni na sesji muzycy improwizują. Bardzo często całe koncerty, czy występy w klubach odbywają się w luźnej formie jam session.
Zdarzenie polega na przetwarzaniu tematu zaproponowanego (zagranego) przez grupę muzyków (lub też solo) i interpretowanego przez kolejnych. Początkiem może być zagranie znanego wszystkim standardu (jazzowe jam session) lub tonacji (bluesowe lub reggae). Następnie muzycy zaczynają urozmaicać swoje partie. W końcowym efekcie wynik improwizacji może zupełnie nie przypominać tematu głównego, choć mogą się w niej pojawiać elementy początkowego tematu lub powrót do początkowej – inicjującej – frazy.